# Machairasaurus leptonychus
Machairasaurus leptonychus es la única especie conocida del género extinto Machairasaurus  de dinosaurio terópodo ovirraptórido, que vivió a finales del período Cretácico, hace aproximadamente 80 millones de años, durante el  Campaniense, en lo que hoy es Asia.

## Descripción
Machairasaurus era un pequeño terópodo bípedo. Los descriptores establecieron una única autapomorfia, o rasgo único derivado: las garras de la mano son muy alargadas y en forma de cuchillo en vista lateral, con una longitud que es cuatro veces la de la altura de la articulación. Las largas garras podrían ser prueba de que los ovirraptóridos basales usaban sus manos para acercarse las ramas de árboles; las garras más curvas de las formas más derivadas pudieron haber servido para extraer raíces del suelo.

## Descubrimiento e investigación
Sus fósiles se encontraron en la Formación Bayan Mandahu, China y nombrada por primera vez por Nicholas R. Longrich, Philip J. Currie y Dong Zhi-Ming en 2010 los que llamaron a la especie tipo Machairasaurus leptonychus.
Durante las expediciones sino-canadienses de 1988 y 1990 algunos esqueletos de ovirraptorosaurios fueron descubiertos por Philip J. Currie en Mongolia Interior. Basándose en dos de estos se nombró y describió un nuevo género por Longrich, Currie y Dong en 2010 con una única especie, el tipo de Machairasaurus leptonychus. El nombre del género se deriva del griego μάχαιρα (makhaira), "cimitarra corta". El nombre de la especie se deriva del griego λεπτός (leptos), "delgado", y ὄνυξ (onyx), "garra". El nombre completo de la especie se refiere a las garras similares a sables de su mano.
El holotipo, IVPP V15979, fue hallado en capas de la formación Bayan Mandahu datadas a finales del Campaniense. Consiste en un miembro anterior izquierdo, incluyendo el extremo distal del antebrazo, dos huesos carpianos y una mano completa. También hay algunos elementos fragmentarios del pie. El otro hallazgo es el paratipo, IVPP V15980, consistiendo en un esqueleto muy fragmentario que incluye vértebras de la cola, cheurones, costillas, falanges de las manos, fragmentos del segundo y cuarto metatarsianos y falanges podales.
Cinco especímenes adicionales de ovirraptóridos asociados con un nido, incluyendo a una hembra encontrada cerca de unos huevos, pueden pertenecer a Machairasaurus.

## Clasificación
Machairasaurus fue asignado en 2010 a la familia Oviraptoridae, más exactamente a la subfamilia Ingeniinae. Forma un pequeño clado con "Ingenia" yanshini, Heyuannia huangi, Conchoraptor gracilis y Nemegtomaia barsboldi.